# Pezou
Pezou település Franciaországban, Loir-et-Cher megyében. Lakosainak száma 1093 fő (2022. január 1.). Pezou Busloup, Fréteval, Lignières, Lisle, Renay és Saint-Firmin-des-Prés községekkel határos.

## Népesség
A település népességének változása:
| Lakosok száma | 821  | 921  | 861  | 1086 | 1112 | 1101 | 1119 | 1116 | 1113 | 1093 |
|               | 1968 | 1982 | 1990 | 2006 | 2013 | 2015 | 2017 | 2019 | 2020 | 2022 |